# Santiago-Pontones
Santiago-Pontones – gmina w Hiszpanii, w prowincji Jaén, w Andaluzji, o powierzchni 682,83 km². W 2011 roku gmina liczyła 3565 mieszkańców.